# Tuke.TV
Tuke.TV je romská nevládní organizace, která funguje jako produkční audiovizuální online platforma. Tuke znamená v překladu v romštině tobě, v přeneseném významu tedy "televize pro tebe". Spolek založili v roce 2018 novinářka Alica Sigmund Heráková, ředitelka organizace Romodrom Marie Gailová a režisér Robin Stria v Brně. Tuke.TV tvoří novinářské, lifestylové i hrané příspěvky se zaměřením na současnou romskou kulturu a společnost. Videa publikuje na platformách jako Youtube, TikTok nebo Stream.cz.

## Činnost spolku

### Autorská tvorba
Témata a formáty vychází ze Studie proveditelnosti záměru provozování online audiovizuálního média z roku 2018, na které online televize Tuke.TV spolupracovala s organizací Romodrom. Do prvního průzkumu tohoto typu v Česku, se zapojilo více než 500 zástupců romské populace z osmi krajů.
| pořad                      | zaměření                | moderátor                | trvání projektu                 |
| -------------------------- | ----------------------- | ------------------------ | ------------------------------- |
| Amare lavutara             | hudba                   | František Barkoci (Feri) | 2019 –⁠⁠⁠⁠⁠⁠⁠⁠⁠⁠⁠⁠⁠⁠⁠⁠⁠⁠ doteď                    |
| Tuke Talk                  | rozhovory               | Alica Sigmund Heráková   | 2019 –⁠⁠⁠⁠⁠⁠⁠⁠⁠⁠⁠⁠⁠⁠⁠⁠⁠⁠ 2023                     |
| Vaření s Maruškou          | vaření                  | Marie Gailová            | 2019 –⁠⁠⁠⁠⁠⁠⁠⁠⁠⁠⁠⁠⁠⁠⁠⁠⁠⁠⁠⁠⁠⁠⁠⁠⁠⁠⁠⁠⁠ 2020                     |
| Coming Out                 | filmové recenze         | Robert Poupátko          | 2022 –⁠⁠⁠⁠⁠⁠⁠⁠⁠⁠⁠⁠⁠⁠⁠⁠⁠⁠ 2024                     |
| Hloupé otázky              | minisérie o předsudcích | účinkují členové Tuke.TV | 2021 (1. série) 2025 (2. série) |
| Fajnovky od Tomáše Funtiho | vaření                  | Tomáš Funti              | 2022 –⁠⁠⁠⁠⁠⁠⁠⁠⁠⁠⁠⁠⁠⁠⁠⁠⁠⁠ 2023                     |

Vedle realizace několika publicistických pořadů působí platforma Tuke.TV také ve filmové produkci. V roce 2022 představila krátký muzikál Mezi světy, který vznikl jako součást projektu Přes překážky.
„Máme jeden projekt ve vývoji s Českou televizí. Naším cílem je jít úroveň dál, což znamená tvořit relevantní filmový nebo seriálový obsah. Tvorbu, která bude reprezentovat Romy jak před kamerou, tak ve fázi přípravy a za ní, protože to je to, co nám chybí a proč to celé děláme.” Alica Sigmund Heráková pro Radiožurnál.

### Videa na zakázku
Projekt vznikl jako romská online televize. Postupem času se jeho působení rozšířilo také na produkci audiovizuálních děl pro externí subjekty. Pro ně Tuke.TV točí promo a reklamní videa, vysílá online veřejné diskuze a pořizuje záznamy z akcí.
Spolupracovala například s IQ Roma servis na předvolebních debatách do brněnských zastupitelstev, spolkem Slovo21 v rámci světového romského festivalu Khamoro nebo s módní návrhářkou Stanislavou Šenkýřovou.

### Vzdělávací aktivity
Platforma propojuje profesionály z televizní a filmové produkce i neziskového sektoru s romskými "juniory", kteří se učí na různých pozicích jako je obsluha kamery, moderování, produkce a projektový management.
Zapojuje se také do edukace a odborné činnosti navenek. Od roku 2023 do roku 2025 je součástí osvětové informační kampaně podporující interkulturní porozumění financované Evropskou unii. Spolupracuje také s festivaly a mainstreamovým médii, které propojuje s odborníky a Romy se zajímavými příběhy.

### Festival romského filmu Tu+kino
V roce 2024 Tuke.TV založila první festival romského filmu v České republice. Název Tu+kino vyjadřuje zaměření festivalu, který má upozornit na reprezentaci Romů ve filmech a zohlednit romské diváctvo. První ročník se konal 13. až 15. září 2024. Organizátoři se inspirovali berlínským festivalem Ake Dikhea?, kde byla producentka Alica Sigmund Heráková členkou poroty v roce 2024.
Během tří dní se odehrálo několik promítání domácích i zahraničních filmů, debat a přednášek s romskými filmaři a o romských filmech. Hosty festivalu byli romští tvůrci jako Lisa Smith, Viola Tokárová a Denis Kozerawski. Na festivale mluvil také filmový kritik Kamil Fila, ředitelka festivalu Serial Killer Kamila Zlatušková a Marta Švecová z Rady Státního fondu kinematografie.